# Wednesday Night Wars
Se conoce actualmente como Wednesday Night Wars (en español como Guerra de los miércoles por la noche) al período en curso de la lucha libre profesional televisada en Estados Unidos del programa AEW Dynamite de la empresa All Elite Wrestling (AEW) transmitido por TBS y Max frente al programa WWE Evolve de la WWE transmitido en Tubi.
Inicialmente esta denominación se refería al curso de lucha libre televisada en Estados Unidos, del 2 de octubre de 2019 al 12 de abril de 2021, cuando el programa de televisión AEW Dynamite de la entonces nueva empresa AEW debutó en TNT frente al programa WWE NXT de la WWE en USA Network, en una batalla por los índices de audiencia de Nielsen cada semana.Esta fue la primera competencia directa entre dos grandes empresas desde que Impact Wrestling, entonces conocido como Total Nonstop Action Wrestling (TNA), trasladó brevemente su serie insignia, Impact!, a las noches de los lunes frente a WWE Raw en 2010. y casi 20 años después de las Monday Night Wars que duraron de 1995 a 2001. El 30 de marzo de 2021, la WWE anunció que NXT se trasladaría a la noche del martes a partir del 13 de abril, debido a que los diferentes derechos de programación deportiva se mudaron a USA Network, lo que obligó al cambio de horario, poniendo pausa al Wednesday Night Wars hasta 2025, año el cual la WWE estrena WWE Evolve.

## Antecedentes
El 24 de julio, All Elite Wrestling (AEW) anunció que su próximo programa de televisión se estrenará el miércoles 2 de octubre y se transmitirá en vivo desde Capital One Arena en Washington D. C.
En agosto de 2019, la WWE anunció que estaba moviendo NXT de WWE Network a USA Network y la ampliación del programa a un programa en vivo, transmisión de dos horas. NXT se estrenó en Estados Unidos. El 18 de septiembre, dos semanas antes del debut de AEW en TNT.

## Historia

### 2019-2020: Inicio de la guerra
En All Out el 31 de agosto de 2019, AEW anunció que se llevarían a cabo tres luchas para determinar los clasificatorios de luchas por campeonato que estaban programados para el primer mes de Dynamite. Nyla Rose y Riho ganaron sus combates para calificar para la lucha inaugural del Campeonato Mundial Femenino de AEW, mientras que The Dark Order derrotó a Best Friends para ganar un adiós de primera ronda en el torneo por el Campeonato Mundial en Parejas de AEW. En el evento principal del pago por evento, Chris Jericho derrotó a Adam Page para convertirse en el primer Campeón Mundial de AEW.
En las dos semanas previas a la competencia cabeza a cabeza, NXT atrajo a 1.179 y 1.006 millones de espectadores, respectivamente. El 2 de octubre de 2019, Dynamite debutó en TNT, que promedió 1.409 millones de espectadores. NXT haría su debut completo de dos horas en USA Network la misma noche, con un promedio de 891,000 espectadores. El primer episodio de Dynamite vio a Riho derrotar a Nyla Rose para ganar el campeonato femenino y contó con un combate por equipos de seis hombres donde Chris Jericho, Santana & Ortiz (que comprenderían The Inner Circle) derrotaron a The Elite; El episodio de NXT transmitido enfrente vio a The Undisputed Era derrotar a Street Profits para retener el Campeonato en Parejas de NXT. Dynamite superaría a NXT en las clasificaciones entre ambos espectadores en el rango de 18-49 y el total de espectadores para sus primeros siete episodios. Después de las primeras cuatro semanas, NXT comenzó a ganar terreno con Dynamite cuando la WWE anunció que los luchadores de NXT competirían en Survivor Series.
Los competidores de la marca NXT ganarían tres de los cinco luchas de triple amenaza en el pay-per-view, que vio a la Campeona Femenina de NXT Shayna Baszler, derrotar a la Campeona Femenina de Raw Becky Lynch, y a la Campeona Femenina de SmackDown Bayley en el evento principal. Estos acontecimientos hicieron que NXT ocupara el primer lugar en las clasificaciones de tres de las cinco semanas restantes de 2019, que culminó en un combate donde Rhea Ripley derrotó a Shayna Baszler para ganar el campeonato femenino en el episodio del 18 de diciembre de NXT. Unas semanas antes, Kris Statlander comenzó su búsqueda del Campeonato Mundial Femenino de AEW asegurando varias victorias contra otros competidores; ella vencería a Dr. Britt Baker D.M.D. el 18 de diciembre de Dynamite para convertirse en la contendiente número uno para el campeonato. Tres semanas después, The Ightmare Collective (Brandi Rhodes, Awesome Kong, Mel y Luther) interfirieron en la lucha de campeonato entre Riho y Statlander; Esto causó que Riho conservara el título.

### 2020: Impacto de la pandemia de COVID-19 durante la guerra
El destino de lo que sucedería con los programas de la WWE y AEW después de la semana del 2 de marzo se volvió cada vez más sombrío después de que la pandemia de COVID-19 comenzó a afectar a los Estados Unidos. Después de que la Elimination Chamber se llevó a cabo el 8 de marzo, varias ligas deportivas importantes de todo el mundo comenzaron a suspender las operaciones en un intento por mantener a todos los jugadores y fanáticos seguros y saludables durante el transcurso de la pandemia. Tanto la WWE como AEW anunciaron planes de contingencia para continuar las operaciones mientras la pandemia está vigente. Aunque la WWE no tenía planes de cancelar o posponer WrestleMania 36 (que fue reubicado en el WWE Performance Center en Orlando, Florida, el 16 de marzo), los funcionarios de Tampa celebraron una reunión el 12 de marzo para determinar el destino del evento; se decidió que WrestleMania 36 continuaría según lo planeado, salvo que la situación no empeorara en una semana. Ese mismo día, la WWE anunció que los episodios futuros de sus programas de televisión de Raw, SmackDown (comenzando con el episodio del 11 de marzo de NXT) se filmarán en el WWE Performance Center sin audiencia hasta nuevo aviso. Mientras tanto, AEW anunció que reubicaría futuros episodios de Dynamite en Daily's Place en Jacksonville, y solo se permitirá la asistencia de personal esencial.
El primer episodio de NXT después del anuncio emanó de la sede de la WWE en Stamford, Connecticut, donde los anfitriones Triple H y Tom Phillips anticiparon varios luchas que se realizarán en WrestleMania 36 (uno de los cuales involucraría a Johnny Gargano y Tommaso Ciampa) y reemitió los mejores momentos de los partidos que se celebraron durante las últimas semanas. Cody abrió el episodio correspondiente de Dynamite con un breve discurso explicando la situación; En el evento principal, The Inner Circle derrotó a The Elite en un combate de equipo de seis hombres, después de lo cual Matt Hardy debutó como el cuarto miembro de The Elite.
El roster de AEW, que tiene muchos luchadores europeos, asiáticos y mexicanos, fue limitada debido a restricciones de viaje. Para mantener la apariencia de una multitud, AEW utilizaría el personal detrás de escena y los luchadores no activos para formar una audiencia, ya que AEW usó con frecuencia sesiones de grabación de dos días para presentar un episodio en vivo el miércoles y un episodio grabado el jueves para aire la próxima semana, con el fin de reducir los viajes. Mientras tanto, la WWE desarrollaría el concepto WWE ThunderDome, utilizado en Raw y SmackDown, que adaptarían para su uso en NXT como el Capitol Wrestling Center. A fines de julio, AEW comenzó a experimentar con amigos y familiares para formar una audiencia que probara las aguas para los espectadores, anunciando el 20 de agosto que se utilizaría de diez a quince por ciento de la capacidad para las audiencias en vivo de Daily's Place, o alrededor de 1,000 espectadores. Inicialmente, AEW estableció un límite de 1000 espectadores, pero para Revolution en marzo de 2021, AEW se expandió a 1300 espectadores.

### 2021: el traslado deNXTal martes y el fin de la guerra
Se informó que NXT se trasladará a los martes por la noche a partir del 13 de abril de 2021. Para algunas personas, esto indica el final de Wednesday Night Wars (Guerra de los miércoles por la noche), ya que los planes de NBCUniversal de cerrar NBC Sports Network en 2021 significarán ciertos eventos deportivos importantes. Los contratos que actualmente tiene el canal se trasladarán a Estados Unidos, que incluirán la temporada 2021 de la NHL, la temporada 2 de la serie eNASCAR iRacing Pro Invitational, la programación relacionada con los Juegos Olímpicos y otros eventos importantes que se anunciarán en el futuro, muchos de los cuales se transmitirán en miércoles por la noche. En reacción a esta noticia, Cody Rhodes dijo durante una conferencia telefónica para promover AEW Revolution que "los verdaderos ganadores son los fanáticos". Variety confirmó el traslado de NXT a los martes en un artículo del 30 de marzo de 2021, y la propia WWE luego confirmó la historia.

## Audiencia
En las dos semanas previas a la competencia cabeza a cabeza, NXT atrajo a 1.179 y 1.006 millones de espectadores, respectivamente.
El 2 de octubre de 2019, Dynamite debutó en TNT, que promedió 1.409 millones de espectadores. NXT haría su debut completo de dos horas en USA Network en la misma noche, con un promedio de 891,000 espectadores.

## Comparación de los índices de audiencia entreNXTyDynamite
El color verde ██ indica que el programa de AEW Dynamite gana la audiencia, amarillo ██ indica que el programa de la WWE NXT gana la audiencia, y sin color indica que ambos programas empataron sus índices de audiencia o alguno de los dos no se emitió. El número indica el índice en la demografía de interés, correspondiente a las edades entre 18 y 49 años, y entre paréntesis el número total de audiencia.
| Fecha                    | Dynamite         | NXT            | Puntuación Dynamite/NXT |
| ------------------------ | ---------------- | -------------- | ----------------------- |
| 2 de octubre de 2019     | 0.68 (1,409,000) | 0.32 (891,000) | 1-0                     |
| 9 de octubre de 2019     | 0.51 (1,140,000) | 0.22 (790,000) | 2-0                     |
| 16 de octubre de 2019    | 0.44 (1,014,000) | 0.20 (712,000) | 3-0                     |
| 23 de octubre de 2019    | 0.45 (963,000)   | 0.21 (698,000) | 4-0                     |
| 30 de octubre de 2019    | 0.33 (759,000)   | 0.18 (580,000) | 5-0                     |
| 6 de noviembre de 2019   | 0.35 (822,000)   | 0.30 (813,000) | 6-0                     |
| 13 de noviembre de 2019  | 0.43 (957,000)   | 0.25 (750,000) | 7-0                     |
| 20 de noviembre de 2019  | 0.39 (893,000)   | 0.30 (916,000) | 7-1                     |
| 27 de noviembre de 2019  | 0.26 (663,000)   | 0.24 (810,000) | 7-2                     |
| 4 de diciembre de 2019   | 0.32 (851,000)   | 0.29 (845,000) | 8-2                     |
| 11 de diciembre de 2019  | 0.28 (778,000)   | 0.24 (778,000) | 8-2-1                   |
| 18 de diciembre de 2019  | 0.25 (683,000)   | 0.27 (795,000) | 8-3-1                   |
| 25 de diciembre de 2019  | No emitido       | 0.22 (831,000) | 8-3-1                   |
| 1 de enero de 2020       | 0.36 (967,000)   | 0.15 (548,000) | 9-3-1                   |
| 8 de enero de 2020       | 0.36 (947,000)   | 0.19 (721,000) | 10-3-1                  |
| 15 de enero de 2020      | 0.38 (940,000)   | 0.21 (700,000) | 11-3-1                  |
| 22 de enero de 2020      | 0.35 (871,000)   | 0.24 (769,000) | 12-3-1                  |
| 29 de enero de 2020      | 0.34 (828,000)   | 0.22 (712,000) | 13-3-1                  |
| 5 de febrero de 2020     | 0.36 (928,000)   | 0.22 (770,000) | 14-3-1                  |
| 12 de febrero de 2020    | 0.30 (817,000)   | 0.24 (757,000) | 15-3-1                  |
| 19 de febrero de 2020    | 0.31 (893,000)   | 0.25 (794,000) | 16-3-1                  |
| 26 de febrero de 2020    | 0.30 (865,000)   | 0.23 (717,000) | 17-3-1                  |
| 4 de marzo de 2020       | 0.35 (906,000)   | 0.23 (718,000) | 18-3-1                  |
| 11 de marzo de 2020      | 0.26 (766,000)   | 0.21 (697,000) | 19-3-1                  |
| 18 de marzo de 2020      | 0.35 (932,000)   | 0.16 (542,000) | 20-3-1                  |
| 25 de marzo de 2020      | 0.34 (819,000)   | 0.20 (669,000) | 21-3-1                  |
| 1 de abril de 2020       | 0.25 (685,000)   | 0.15 (590,000) | 22-3-1                  |
| 8 de abril de 2020       | 0.26 (692,000)   | 0.19 (693,000) | 22-4-1                  |
| 15 de abril de 2020      | 0.25 (683,000)   | 0.17 (692,000) | 22-5-1                  |
| 22 de abril de 2020      | 0.25 (731,000)   | 0.18 (665,000) | 23-5-1                  |
| 29 de abril de 2020      | 0.27 (693,000)   | 0.16 (637,000) | 24-5-1                  |
| 6 de mayo de 2020        | 0.28 (732,000)   | 0.18 (663,000) | 25-5-1                  |
| 13 de mayo de 2020       | 0.23 (654,000)   | 0.15 (604,000) | 26-5-1                  |
| 20 de mayo de 2020       | 0.26 (701,000)   | 0.13 (592,000) | 27-5-1                  |
| 27 de mayo de 2020       | 0.32 (827,000)   | 0.19 (731,000) | 28-5-1                  |
| 3 de junio de 2020       | 0.29 (730,000)   | 0.20 (715,000) | 29-5-1                  |
| 10 de junio de 2020      | 0.23 (677,000)   | 0.16 (673,000) | 30-5-1                  |
| 17 de junio de 2020      | 0.28 (772,000)   | 0.20 (746,000) | 31-5-1                  |
| 24 de junio de 2020      | 0.22 (633,000)   | 0.19 (786,000) | 31-6-1                  |
| 1 de julio de 2020       | 0.29 (748,000)   | 0.22 (792,000) | 31-7-1                  |
| 8 de julio de 2020       | 0.28 (715,000)   | 0.20 (759,000) | 31-8-1                  |
| 15 de julio de 2020      | 0.29 (788,000)   | 0.14 (631,000) | 32-8-1                  |
| 22 de julio de 2020      | 0.32 (845,000)   | 0.17 (615,000) | 33-8-1                  |
| 29 de julio de 2020      | 0.30 (773,000)   | 0.18 (707,000) | 34-8-1                  |
| 5 de agosto de 2020      | 0.36 (901,000)   | 0.20 (753,000) | 35-8-1                  |
| 12 de agosto de 2020     | 0.32 (792,000)   | 0.16 (619,000) | 36-8-1                  |
| 19 de agosto de 2020     | No emitido       | 0.24 (853,000) | 36-8-1                  |
| 26 de agosto de 2020     | No emitido       | 0.24 (824,000) | 36-8-1                  |
| 2 de septiembre de 2020  | 0.36 (928,000)   | No emitido     | 36-8-1                  |
| 9 de septiembre de 2020  | 0.37 (1,016,000) | No emitido     | 36-8-1                  |
| 16 de septiembre de 2020 | 0.34 (886,000)   | 0.18 (689,000) | 37-8-1                  |
| 23 de septiembre de 2020 | 0.32 (835,000)   | 0.18 (696,000) | 38-8-1                  |
| 30 de septiembre de 2020 | 0.33 (866,000)   | 0.19 (732,000) | 39-8-1                  |
| 7 de octubre de 2020     | 0.31 (753,000)   | 0.16 (639,000) | 40-8-1                  |
| 14 de octubre de 2020    | 0.30 (826,000)   | 0.17 (651,000) | 41-8-1                  |
| 21 de octubre de 2020    | 0.30 (753,000)   | 0.16 (644,000) | 42-8-1                  |
| 28 de octubre de 2020    | 0.32 (781,000)   | 0.25 (876,000) | 42-9-1                  |
| 4 de noviembre de 2020   | 0.30 (717,000)   | 0.14 (610,000) | 43-9-1                  |
| 11 de noviembre de 2020  | 0.30 (764,000)   | 0.16 (632,000) | 44-9-1                  |
| 18 de noviembre de 2020  | 0.37 (850,000)   | 0.14 (638,000) | 45-9-1                  |
| 25 de noviembre de 2020  | 0.26 (710,000)   | 0.20 (712,000) | 45-10-1                 |
| 2 de diciembre de 2020   | 0.42 (913,000)   | 0.16 (658,000) | 46-10-1                 |
| 9 de diciembre de 2020   | 0.45 (995,000)   | 0.17 (659,000) | 47-10-1                 |
| 16 de diciembre de 2020  | 0.32 (806,000)   | 0.19 (766,000) | 48-10-1                 |
| 23 de diciembre de 2020  | 0.32 (775,000)   | 0.19 (698,000) | 49-10-1                 |
| 30 de diciembre de 2020  | 0.40 (977,000)   | 0.12 (586,000) | 50-10-1                 |
| 6 de enero de 2021       | 0.25 (662,000)   | 0.16 (641,000) | 51-10-1                 |
| 13 de enero de 2021      | 0.30 (762,000)   | 0.14 (551,000) | 52-10-1                 |
| 20 de enero de 2021      | 0.36 (854,000)   | 0.15 (659,000) | 53-10-1                 |
| 27 de enero de 2021      | 0.29 (734,000)   | 0.21 (720,000) | 54-10-1                 |
| 3 de febrero de 2021     | 0.32 (844,000)   | 0.15 (610,000) | 55-10-1                 |
| 10 de febrero de 2021    | 0.29 (741,000)   | 0.12 (558,000) | 56-10-1                 |
| 17 de febrero de 2021    | 0.31 (747,000)   | 0.16 (713,000) | 57-10-1                 |
| 24 de febrero de 2021    | 0.35 (831,000)   | 0.18 (734,000) | 58-10-1                 |
| 3 de marzo de 2021       | 0.33 (934,000)   | 0.20 (692,000) | 59-10-1                 |
| 10 de marzo de 2021      | 0.32 (743,000)   | 0.18 (691,000) | 60-10-1                 |
| 17 de marzo de 2021      | 0.28 (768,000)   | 0.13 (597,000) | 61-10-1                 |
| 24 de marzo de 2021      | 0.30 (757,000)   | 0.14 (678,000) | 62-10-1                 |
| 31 de marzo de 2021      | 0.26 (700,000)   | 0.21 (654,000) | 63-10-1                 |
| 7 de abril de 2021       | 0.28 (688,000)   | 0.22 (768,000) | 63-11-1                 |

1. ↑  Dynamite se transmitió simultáneamente en TNT (0.46, 1.018.000) y TruTV (0.05, 122.000), debido a los playoffs de la MLB de 2019.[17]
2. ↑  Dynamite no se transmitió por coincidir con el día de Navidad.[29]
3. ↑  Dynamite se transmitió el sábado 22 de agosto debido a conflictos de programación con los playoffs de la NBA de 2020.[64] La audiencia de ese día fue de 0.31 (755,000).[65]
4. ↑  Dynamite se transmitió el jueves 27 de agosto debido a conflictos de programación con los playoffs de la NBA de 2020.[64] La audiencia de ese día fue de 0.29 (813,000).[67]
5. ↑  NXT se transmitió el martes 1 de septiembre debido a conflictos de programación con los playoffs de la NHL de 2020.[69] La audiencia de ese día fue de 0.26 (849,000).[70]
6. ↑  NXT se transmitió el martes 8 de septiembre debido a conflictos de programación con los playoffs de la NHL de 2020.[72] La audiencia de ese día fue de 0.22 (838,000).[73]
7. ↑  No hubo competencia mano a mano debido a que Dynamite se transmitió un par de horas más tarde a causa de un partido de la NBA.[89]